# Cab Calloway
Cabell "Cab" Calloway III (født 25. december 1907 i Rochester, New York, død 18. november 1994 i Hockessin, Delaware), var en amerikansk jazzorkesterleder, vokalist og skuespiller.
Han blev født i Rochester, New York, men voksede op i Baltimore, Maryland.
Sammen med sit orkester Missourians indspillede han Minnie the Moocher, som blev et stort hit i begyndelsen af 1930'erne, og som de fremførte på den berømte Cotton Club.
Han medvirkede i flere film, blandt andre The Big Broadcast (1932), Stormy Weather (1943) og Cincinnati Kid (1965). I 1980 lærte en ny generation ham at kende gennem hans rolle som Curtis i The Blues Brothers.
I begyndelsen af 1950'erne turnerede han i Europa med Porgy og Bess og i 1970'erne medvirkede han i broadwayopsætningen af Bubbling Brown Sugar.